# Charles-Michel-Ange Challe
Charles-Michel-Ange Challe, född 1718, död 1778, var en fransk målare, arkitekt och matematiker.
Charles-Michel-Ange Challe var elev hos André, François Lemoyne och François Boucher. Efter studier vistades han i Rom i Italien. År 1753 blev han medlem i den franska konstakademin Académie royale de peinture et de sculpture. Han hade ansvar som ritare för det kungliga teaterevenemanget i Fontainebleau år 1766. Challe utförde ett stort antal väggmålningar men vann aldrig stor ryktbarhet. Verken Den sovande Diana och Venus återfinns i museet i Braunschweig. Challe dubbades till riddare.